# Château de Sainte-Assise
Le château de Sainte-Assise (orthographié également Saint-Assise) est un château du XVIIIe siècle à Seine-Port (Seine-et-Marne).

## L'abbaye royale de Saint-Acire
Le prieuré de Saint-Acire fut fondé vers 1135 sous l'invocation de saint Acire ou Achérie (Acerius). Ce n'est que beaucoup plus tard que ce nom fut corrompu en Sainte-Assise. Ce prieuré devint peu après abbaye royale de Sainte-Acire, filiale de l'abbaye de Preuilly, dépendant elle-même de l'abbaye de Cîteaux.
Louis VII plaça l'abbaye sous sa protection et lui fit donation d'un ensemble de terres, parmi lesquelles les forêts avoisinantes de Sénart et de Beaulieu[Où ?], en 1146 et 1147. De nombreuses donations s'ensuivirent, confirmées par le pape Alexandre III en 1164.
Dans les années 1150, furent entrepris les travaux d'une nouvelle abbaye située dans un lieu plus salubre, dominant la Seine, appelé Barbeel ou Barbeau (commune de Fontaine-le-Port). Un magnifique monastère y fut construit, dont l'église abbatiale put être consacrée en 1178. L'abbaye s'appela dès lors abbaye de Barbeau et Saint-Acire redevint un simple prieuré.
Ce prieuré fut lui-même transféré, quelques années plus tard, sur une hauteur dominant la Seine, sans doute pour les mêmes raisons d'insalubrité qui avaient conduit l'abbaye à déménager.

## Le château des Caumartin (XVIIesiècle)
À la fin du XVIe siècle, les Caumartin, détenteurs de la seigneurie de Saint-Port, voulurent construire un nouveau château car le manoir féodal, construit au XIIIe siècle, était en mauvais état et mal situé.
Par échange, conclu avec l'abbé commendataire de Barbeau, Benjamin de Brichanteau, Louis Lefèvre de Caumartin acquit en 1608 les terrains sur lesquels s'élevait le prieuré de Saint-Acire. À l'emplacement des bâtiments, dont il ne conserva que la chapelle, il fit bâtir un magnifique château en forme de parallélogramme cantonné de deux pavillons, pourvu de trois grandes terrasses s'étageant jusqu'à la Seine. Pour lui, Henri IV érigea en baronnie la seigneurie de Saint-Port.
La baronnie de Saint-Port et la seigneurie de Sainte-Assise passèrent en 1623 à la veuve de Louis Lefèvre de Caumartin, Marie Miron, puis en 1645 à son fils, Jacques Lefèvre de Caumartin. En 1682, ses héritiers vendirent le domaine à Antoine de Benoist dont la veuve, Catherine Goy, le céda en 1695 au diplomate et poète Jean de La Chapelle (1655-1723).

## Sainte-Assise auXVIIIesiècle
La Chapelle ne séjourna que rarement à Sainte-Assise et vendit le château dès 1700 à Jean Glucq (ou Gluck), industriel d'origine hollandaise qui avait créé une manufacture de teinture rue de Bièvre à Paris et fait une belle fortune en s'associant à François Jullienne, fabricant de drap, dont il avait épousé la sœur Marie Charlotte Jullienne.

### Le château au temps de Jean-Baptiste Glucq
En 1709, il donna le château à son fils aîné, Jean-Baptiste Glucq, qui fut un des proches de la comtesse de Verrue, familière de la cour de Louis XV qui lui était reconnaissant d'avoir confié à Mme de Ventadour un remède qui lui aurait permis de guérir, enfant, de la petite vérole. Elle devint l'égérie de Sainte-Assise, lors des séjours du Roi à Fontainebleau et en 1736, légua à Glucq, en souvenir de leur amitié, quelques tableaux et un lustre en cristal provenant de son hôtel d'Hauterive. Glucq fut un mécène fastueux, recevant dans son domaine de nombreux artistes, notamment le peintre Watteau. Il fit l'acquisition de la célèbre bibliothèque de Bernard de La Monnoye, son voisin à Paris, éprouvé par le décès de sa femme et ruiné par le système de Law, en lui versant une rente. Il reçut Louis XV à Sainte-Assise et, comme le roi avait relevé l'exiguïté de la salle à manger, fit bâtir un troisième pavillon attenant au château dès le lendemain de la visite royale.
Dans son Voyage pittoresque des environs de Paris (1757), Antoine-Nicolas Dezalliers d'Argenville évoque ainsi le château de Sainte-Assise à cette époque : « À six lieues de Paris, sur les bords de la Seine, est un château des mieux situés. On y arrive par une patte d'oie percée dans les bois et qui rend à une vaste esplanade suivie de l'avant cour et de la cour. Une belle terrasse régnant dans toute l'étendue du jardin se présente en face du château qui est un corps de logis flanqué de deux pavillons. À côté est un autre pavillon où est la nouvelle salle à manger [...] dont la décoration est très recherchée. La terrasse dont je viens de parler conduit à gauche dans deux bosquets, et à droite, dans un quinconce au-dessus duquel est l'orangerie. Le haut du jardin est un bois de haute futaie percée d'allées. Au bas de la terrasse, vis-à-vis du château, est un parterre qui va jusqu'au bord de la rivière. »
À la mort de Jean-Baptiste Glucq en 1748, le château passa à son neveu, Jean-Baptiste-François de Montullé, qui y mena une vie plus calme avec son épouse, Élisabeth Haudry, fille du fermier général André Haudry. Ils purent y donner à leurs enfants une éducation proche de la nature selon les préceptes de l'époque, qui fut admirée par Marmontel lors de ses séjours, et relatée au siècle suivant par les frères Goncourt. Un drame survenu en 1773 décida Montullé, choqué par l'assassinat de son garde-chasse, et poussé sans doute aussi par des revers de fortune, à se défaire du château.

### Le château au temps de la marquise de Montesson
En 1773, le domaine fut offert en cadeau à Mme de Montesson à l'occasion de son mariage morganatique avec le duc d'Orléans. Elle y reçut des hommes de lettres et y donnait la comédie, n'hésitant pas à jouer elle-même dans les pièces qu'elle faisait représenter, dont certaines étaient de sa composition.
Parmi les habitués de Sainte-Assise figuraient la duchesse de Lauzun, la comtesse d'Egmont, le marquis de Lusignan, le marquis d'Osmond (père de la comtesse de Boigne), d'Alembert, Melchior Grimm, Pierre-Simon de Laplace, le chimiste Claude Louis Berthollet, le compositeur Pierre-Alexandre Monsigny, Carmontelle, etc.
Pour accueillir les nombreux invités et une domesticité considérable, deux ailes furent ajoutées au corps de bâtiment central. Une pompe à feu fut aménagée pour hisser l'eau de la Seine jusqu'au château. Une grille d'honneur fut créée, flanquée de deux petits pavillons de gardes.
Madame de Montesson et le duc d'Orléans n'eurent pas la satisfaction de voir le roi et la reine leur rendre visite à Sainte-Assise. Marie-Antoinette refusa de s'y arrêter lorsqu'elle passa en galère sur la Seine au pied du château. Cette rebuffade contraria profondément le duc d'Orléans qui mourut peu après à Sainte-Assise, d'une attaque de goutte.

## Les propriétaires successifs auXIXesiècle
Après la mort du duc d'Orléans, Mme de Montesson vendit Sainte-Assise au comte de Provence en 1787. Celui-ci le revendit au bout de six mois à la duchesse de Kingston, anglaise excentrique qui mourut un an plus tard dans des circonstances mystérieuses. Le domaine passa à son neveu, Philip Glower of Winspegton qui le revendit en 1790 à Claude-Xavier Carvillon des Tillières.

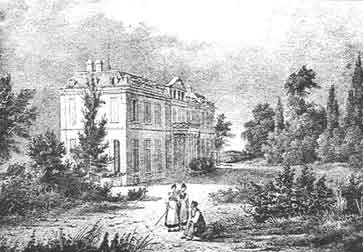
Sainte-Assise au début du XIXe siècle

Carvillon des Tillières entreprit de morceler le domaine constitué par Mme de Montesson. Il vendit la maison de celle-ci dans le village, céda en 1794 le potager à Charles Louis Cadet de Gassicourt, pharmacien et homme de lettres et la ferme hollandaise au chirurgien Jean-Jacques Segard. En 1795, il vendit la pompe à feu et la petite maison située en haut du parc, les pavillons encadrant la grille d'honneur, puis échangea enfin avec Guillaume-Joseph de Casaux le château et ce qui restait du parc contre un château situé près de Tournan-en-Brie.
M. de Casaux, originaire du Bordelais et propriétaire du vignoble « château Pape Clément », racheta la ferme hollandaise à M. Segard mais il fit banqueroute en 1801 et vendit tous ses biens en réméré à la Banque territoriale. Il loua Sainte-Assise pendant un an, vendit pour 10 000 francs tout le mobilier du château à Nicolas-Louis Juteau, procureur général impérial près la cour de justice criminelle de la Sarthe. En définitive, Casaux s'avérant incapable d'honorer ses échéances, la Banque territoriale saisit le château et le vendit en 1807 à Jean Genest et Pierre Roussel, deux entrepreneurs en démolition qui firent abattre les ailes latérales construites du temps de Mme de Montesson.
La démolition s'arrêta là car en 1808, le domaine fut acquis par le comte Frédéric de Pourtalès. Celui-ci conserva le château jusqu'en 1824, date à laquelle il le vendit à Mme Manuel, femme d'un banquier. Celle-ci le revendit en 1827 au prince Charles de Beauvau-Craon.
Le château resta alors pendant un siècle dans la famille de Beauvau. Il appartint successivement à Marc de Beauvau-Craon (1816-1883) en 1864, à la princesse douairière de Beauvau née Gontaut-Biron en 1883, et au prince Charles-Louis de Beauvau-Craon.

## Sainte-Assise auXXesiècle

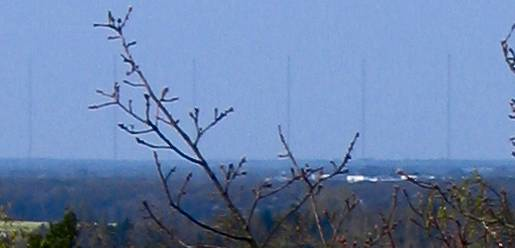
Émetteur de Sainte-Assise, vu depuis le Point de vue de Chailly, à Barbizon

En 1922, le prince Charles-Louis de Beauvau-Craon vendit le domaine à la Compagnie Radio France qui y installa une station émettrice de télégraphie sans fil. Le site fut alors défiguré par de gigantesques antennes.
En 1998, la Marine nationale française devint propriétaire du centre radio-électrique et l'utilise depuis pour communiquer avec les sous-marins nucléaires, les basses fréquences utilisées ayant la caractéristique de bien se propager dans l'eau.

## Le pavillon de Sainte-Assise
Sur la berge de la Seine, le duc d'Orléans fit bâtir une dépendance du château dénommée « pavillon de Sainte-Assise ». Ce pavillon vendu à Charles Louis Cadet de Gassicourt par Carvillon des Tillières en 1794, accueillit brièvement, en 1796, l'ambassadeur des États-Unis, Gouverneur Morris. Cadet de Gassicourt le céda à Dominique Beauregard dont le gendre, Philibert Rivière, édifia vers 1800 le bâtiment qui est parvenu jusqu'à nous.
En 1822, Louis Marchand, premier valet de chambre de Napoléon Ier, qui l'avait servi à Sainte-Hélène, vint s'y retirer.
Le prince Marc de Beauvau-Craon, qui entreprit de reconstituer le domaine à partir de 1827, racheta le pavillon et le prêta ou le loua. En 1855, Alexandre Dumas fils le loua et y écrivit L'Affaire Clemenceau. Le pavillon accueillit ensuite le baron Stanley ami du prince de Beauvau, en 1870, le duc de Guiche en 1875 puis le comte Horace de Choiseul-Praslin en 1876, les deux derniers étant respectivement le gendre et le beau-frère du prince Marc de Beauvau-Craon, alors propriétaire du château. De cette époque date l'appellation de « pavillon de Choiseul » donnée au pavillon.

## Pour approfondir